# Ferdinand Philippe Carré

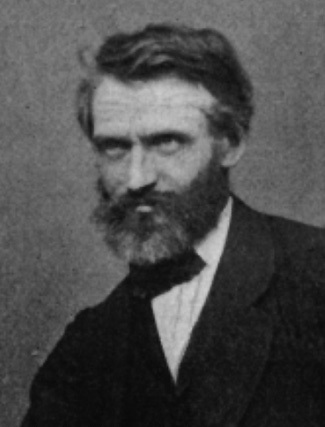
Ferdinand Carré

Ferdinand Philippe Carré (ur. w 1824 w Poncet, zm. w 1900 w Pommeuse) – francuski inżynier, konstruktor urządzeń chłodniczych i wynalazca. Zajmował się przede wszystkim chłodnictwem. W 1860 roku zbudował (niezależnie od Charles'a Telliera) pierwszą chłodziarkę absorpcyjną o działaniu ciągłym.

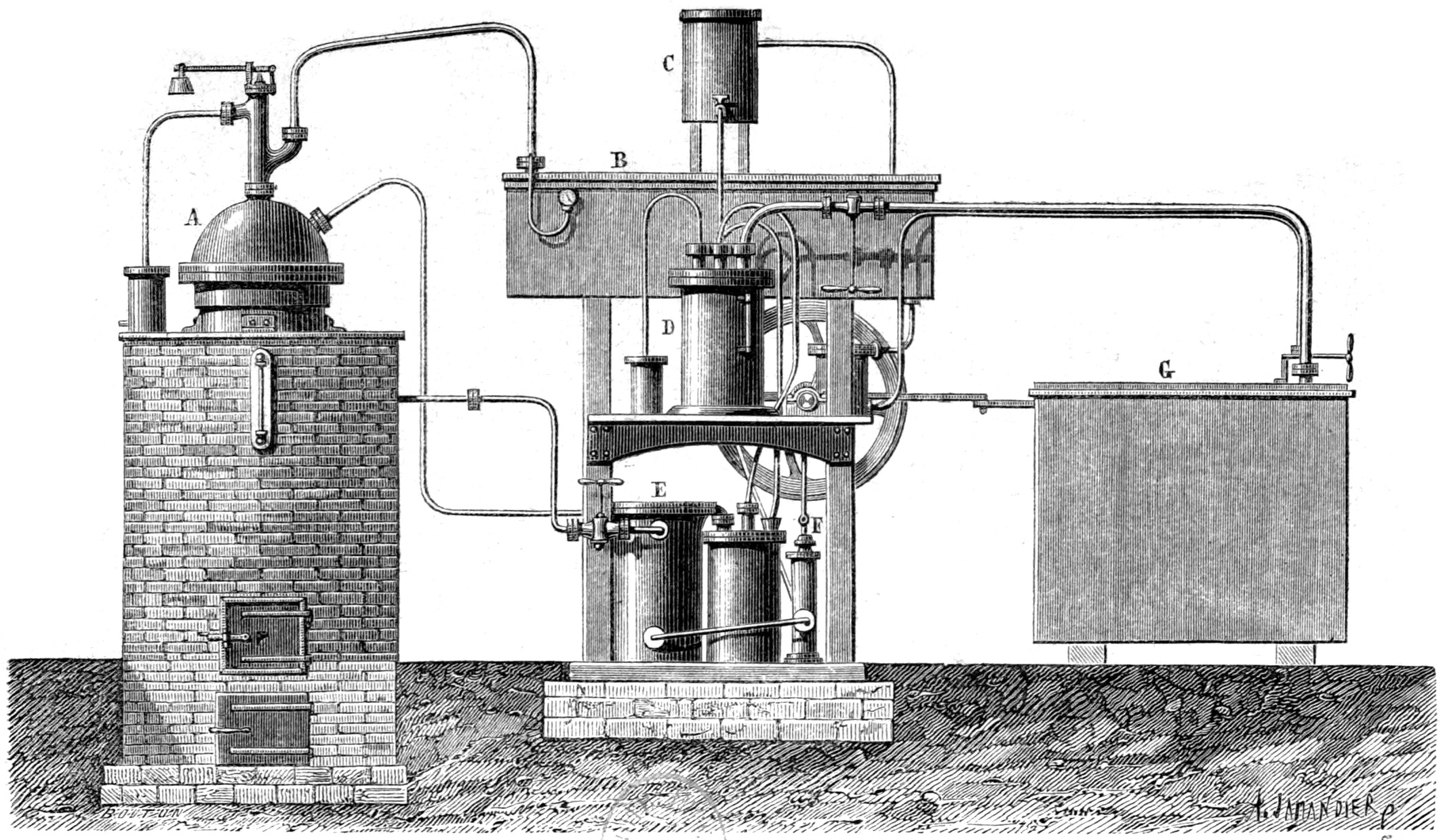
Projekt urządzenia do produkcji lodu, autorstwa Carré'a